# Arme Dienstmägde Jesu Christi

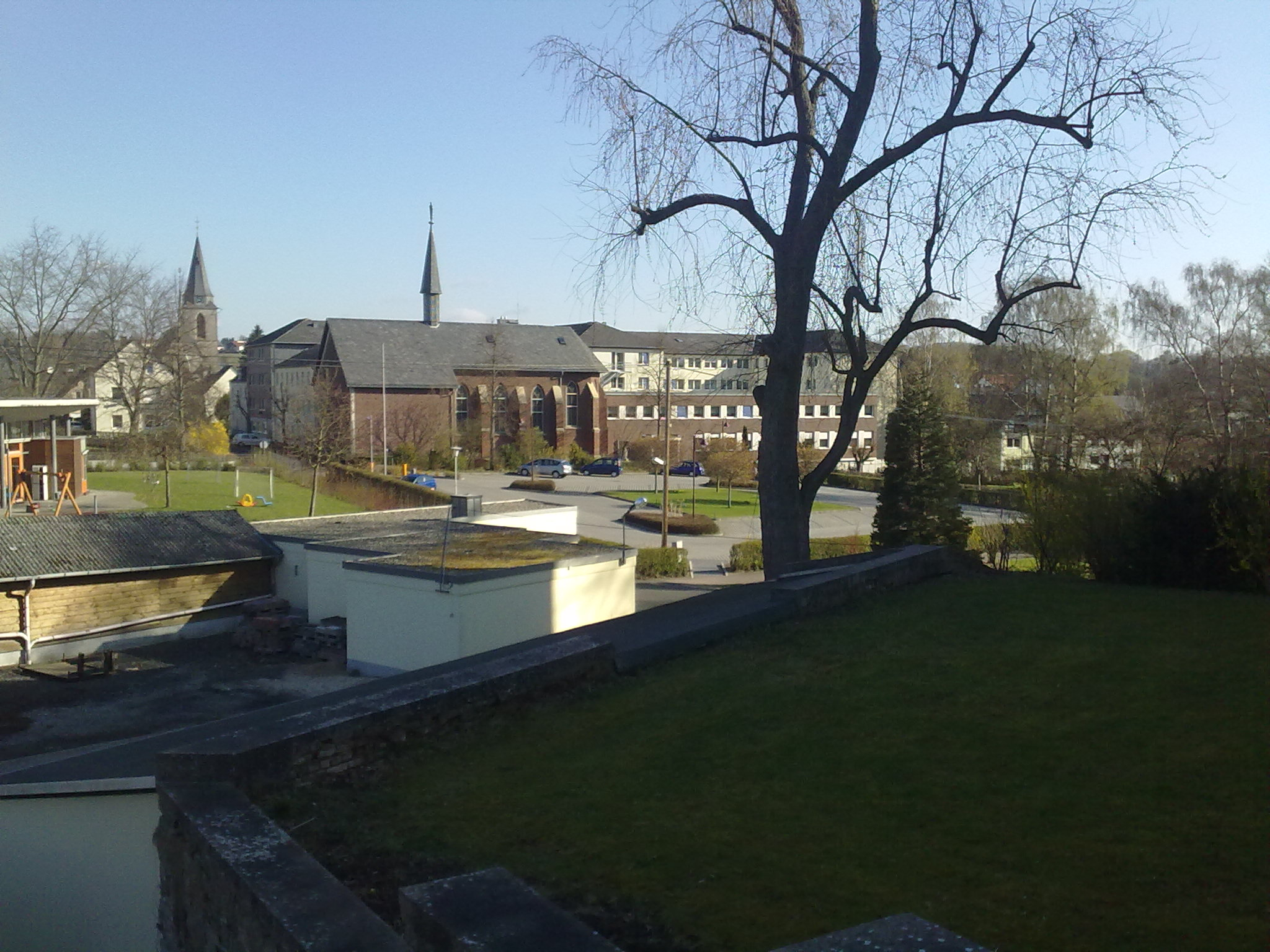
Kloster Maria Hilf in Dernbach

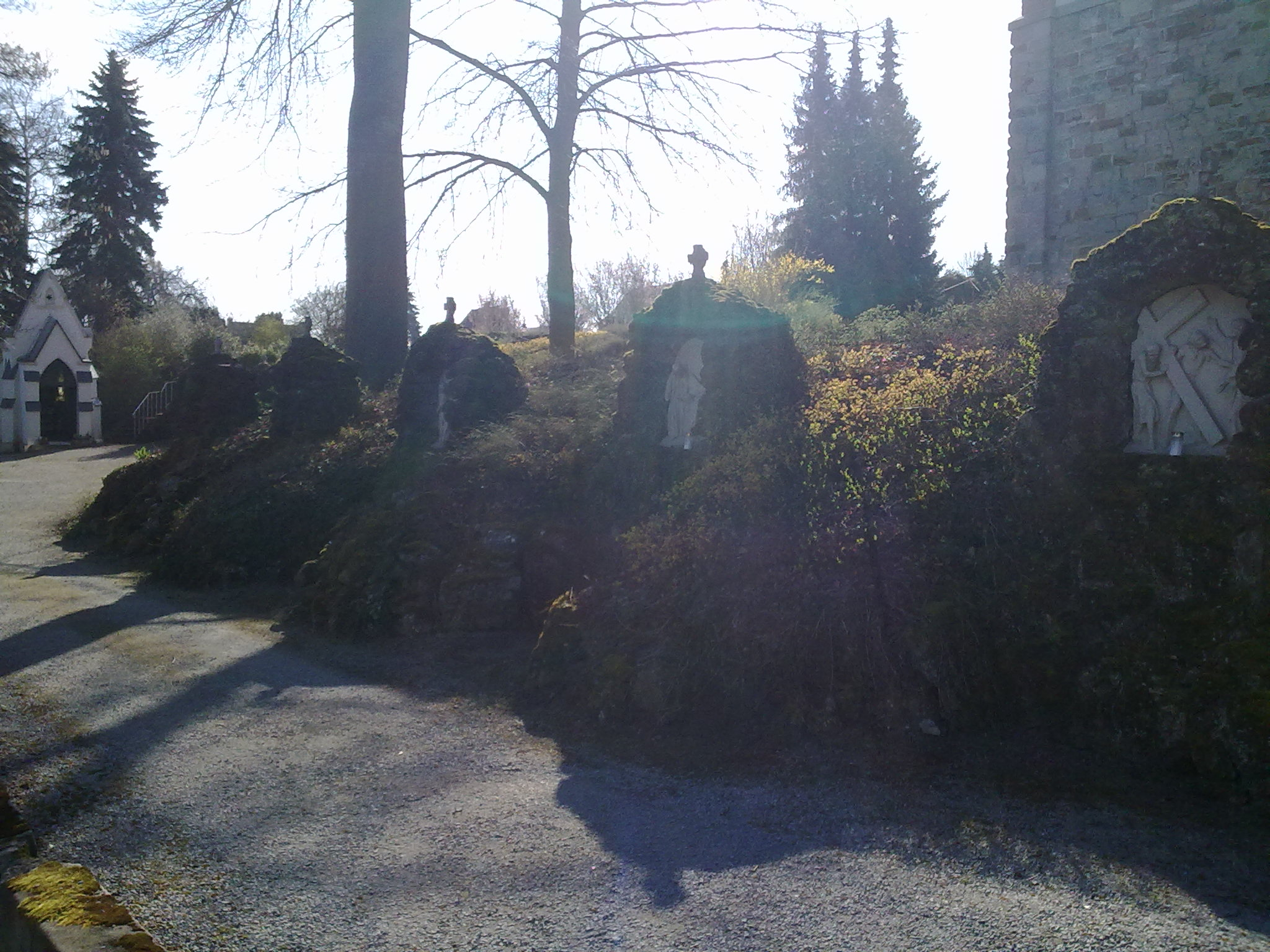
Kreuzweg des Klosters

Die Armen Dienstmägde Jesu Christi (lateinisch Ancillae Domini Jesu Christi, Ordenskürzel: ADJC; auch: Dernbacher Schwestern) sind eine katholische Ordensgemeinschaft bzw. Kongregation päpstlichen Rechts. Sie wurde durch die am 14. Oktober 2018 heiliggesprochene Maria Katharina Kasper in Dernbach (Westerwald) im Bistum Limburg gegründet. Die Gemeinschaft erwuchs aus einer um das Jahr 1845 gegründeten Gruppe. Sie erhielt im Jahr 1851 durch den Bischof von Limburg das Ordenskleid, und er nahm auch ihre Gelübde entgegen. Die Haupttätigkeitsbereiche der Schwestern sind Krankenpflege, Kinderfürsorge, Erziehung und Bildung sowie pastorale Dienste. Das Mutterhaus, Kloster Maria Hilf, befindet sich in Dernbach. Hier ist der Sitz des Generalats für die gesamte Gemeinschaft sowie des Provinzialats für Deutschland.

## Ausgangssituation
Die Gründerin der Armen Dienstmägde wurde in den von Pauperismus und den Auswirkungen der napoleonischen Kriege geprägten Westerwald geboren. Die Landwirtschaft wurde durch das raue Klima und die wenig ertragreichen Böden erschwert. Die Realteilung zerstückelte die landwirtschaftlichen Flächen. Die wirtschaftliche Not zwang viele Bauern und Handwerker zum Nebenerwerb im Reisegewerbe oder als Wanderarbeiter, auch Kinderhandel kam vor. Kleinkinder, Kranke und Alte wurden so weitestgehend sich selbst überlassen, denn alle anderen mussten einer Erwerbstätigkeit nachgehen. In manchen Orten tauchten bis zu 40 Prozent der Bevölkerung auf amtlichen Armenlisten auf. Insgesamt war die religiös begründete Motivation, sich des Schicksals des Nächsten anzunehmen, für das Herzogtum Nassau prägend. Die Bandbreite reichte vom Begründer der Diakonissenbewegung Theodor Fliedner (ursprünglich aus Eppstein/Taunus) bis zu Katharina Kasper.
Kasper erlebte den Westerwälder Pauperismus in ihrer eigenen Familie: Ihr Bruder erkrankte auf einer Handelsreise und verstarb. Die erste Frau ihres Vaters – und mehrfache Mutter – verstarb früh. So richtete sich ihr besonderes Augenmerk auf die Kranken- und Altenversorgung und die Erziehung von Kindern, vielfach temporärer Waisen wegen der Arbeitsmigration der Eltern. Ihnen wurde neben Kindergarten, Beschulung auch eine Ausbildung gewährt bzw. vermittelt. Auch eine Unterbringung war vorhanden, die ansonsten im Westerwald weitestgehend fehlte.

## Entwicklung der Ordensgemeinschaft

### Herzogtum Nassau (von der Gemeinschaftsgründung bis 1866)
Katharina Kasper war tief religiös. Die Not der im Dorf zurückgebliebenen Menschen rührte sie an. Sie selbst war in den täglichen Broterwerb eingebunden, indem sie in der elterlichen Landwirtschaft und beim Nebenerwerb ihres Vaters als Waldarbeiter half. Nach seinem Tod 1842 verdingte sie sich als Tagelöhnerin und klopfte z. B. Steine für den Wegebau. In ihrer wenigen freien Zeit besuchte sie Kranke, erledigte Besorgungen und hütete Kinder. Andere junge Frauen des Orts schlossen sich ihr an.
Im Jahr 1845 gründete sie einen karitativen Verein, dessen Mitglieder mit ihr Kranke und Verlassene im Dorf pflegten und Kinder betreuten. Ab 1846 interessierte sich der Bischof von Limburg Peter Joseph Blum für ihre Arbeit, und es kam zu persönlichen Treffen mit Kasper, die vorerst ohne offizielle Konsequenzen blieben, wohl auch, weil es zu dieser Zeit viele ähnliche Gründungen von oft nur kurzer Lebensdauer gab. 1848 erbaute der Verein mit Unterstützung von Einwohnern Dernbachs ein eigenes Haus, in dem vier Mitglieder des Vereins lebten. Katharina Kasper blieb hartnäckig im Gespräch mit Blum, worauf der Bischof am 21. Januar 1850 eine offizielle Genehmigung für ein Zusammenleben der Vereinigung in dem Haus nach festen Regeln aussprach.
Am 15. August 1851 nahm Blum in der Pfarrkirche St. Bonifatius zu Wirges schließlich die Ordensgelübde Katharina Kaspers und ihrer vier Gefährtinnen entgegen. Die Gelübde galten für acht Jahre. Der Bischof gab ihnen bei diesem Anlass auch eine eigene Tracht. Den Namen der neuen Gemeinschaft – sie ist im öffentlichen Sinn eine Genossenschaft – empfing Katharina im Gebet an der Heilbornkapelle, dem Marienheiligtum von Dernbach. Wie die Gottesmutter wollte sie mit ihren Schwestern als Magd des Herrn allen Notleidenden und in ihnen Christus dienen; deshalb nannten sie sich Arme Dienstmägde Jesu Christi.
Ihre ersten Exerzitien hielt die junge Gemeinschaft im März 1852 im Wirgeser Pfarrhaus. Exerzitienmeister war der Superior der Redemptoristen, Pater Eichelsbacher aus dem Kloster Bornhofen. Während dieser Exerzitien erhielten die Schwestern eigene Ordensnamen. Katharina Kasper nahm den Namen Maria an und wird als Gründerin Mutter Maria genannt. Aus Katharina Schönberger (Dernbach * 1816; † 11. Mai 1890 ebenda) wurde Schwester Theresia, Anna Maria Müller (Dernbach * 18. September 1826; † 20. März 1865 ebenda) wurde Schwester Elisabeth, Elisabeth Haas wurde Schwester Agnes und Elisabeth Meuser (Mengerskirchen * 3. März 1829; † 30. Januar 1875 Frankfurt/Main) wurde Schwester Klara. Am 30. Juni 1852 erhielten die Armen Dienstmägde eine erweiterte Regel, die insbesondere die Krankenpflege in den Nachbarorten und insgesamt außerhalb Dernbachs ordnete. Die Schwestern machten sich jedoch nicht nur in den Haushalten von einzelnen Bedürftigen nützlich. 1852 errichteten sie in Dernbach eine ‚Strick- und Nähschule‘ für die lokale Jugend. So wussten die Eltern ihre Kinder beaufsichtigt und mit dem Erlernen grundlegender häuslicher Tätigkeiten beschäftigt.
Dernbach besaß damals keine eigene Pfarrkirche, sondern lediglich zwei Kapellen. Die junge Gemeinschaft wurde daher durch Geistliche aus Wirges und Montabaur betreut. Das stetige Wachstum der Gemeinschaft veranlasste Bischof Blum 1853, den Schwestern einen eigenen Seelsorger zuzuordnen, den bisherigen Pfarrer von Berod, Johann Jakob Wittayer. Er hatte die Schwestern zur Pflege in seinen Pfarrort gerufen und sie so kennengelernt. Bei seinem Antritt in Dernbach wurde ihm der Titel Superior verliehen. Er führte diesen Titel bis zu seiner Ernennung zum Geistlichen Rat und Bischöflichen Kommissar (16. Februar 1870). Kurz darauf wurde die Gemeinschaft vom Vatikan approbiert (1. Juni 1870). Damit wurde Mutter Maria die Generaloberin und Leiterin der Kongregation. Wittayers Rechte wurden auf den spirituellen Sektor (das sogenannte Forum internum) beschränkt. Die erste ewige Profess der Kongregation fand am 14. Juli 1871 statt. An diesem Tag legte auch die Stifterin mit weiteren 78 Schwestern ihre ewigen Gelübde ab.
Im Jahr 1854 eröffnete die Gemeinschaft ihre erste eigene Schule in Dernbach. Im gleichen Jahr wurde auf Initiative des örtlichen Politikers Moritz Lieber die erste Niederlassung in Camberg/Taunus gegründet. Auch bei den folgenden Gründungen folgten die Gründungen immer auf Einladung örtlicher Förderer oder politischer Organe einer Kommune. Von diesem Prinzip wich Kasper nur im Kulturkampf ab, mit der Gründung im holländischen Lutterade (heute Geleen) (5. Oktober 1875). Dieses größere Hofgut war gedacht als Ausweichstätte, falls die Kongregation gezwungen gewesen wäre, Preußen zu verlassen.
Im Jahr 1855 erhielt die Genossenschaft förmliche Statuten vom Limburger Bischof Blum. Gleichzeitig kam es zur ersten Niederlassung außerhalb der Diözese Limburg: in Paffendorf in der Erzdiözese Köln. 1856 folgten Gründungen in Montabaur, Rüdesheim, Hadamar, Wiesbaden, Harff und Königswinter, 1857 in Langenschwalbach, am bischöflichen Knabenseminar in Hadamar, Eltville, Hochheim, Lorch, Angermund, Kettwig, Antfeld, Vinsbeck und Westheim, 1858 in Niederlahnstein, Niederselters, Rauenthal, Oberlahnstein, Hofheim, Geisenheim, Wahn, Gilsdorf, Fürstenberg und Steinheim, 1859 in Königstein, Winkel, Flörsheim, Bensberg, Gymnisch, Gimborn, Düsseldorf und Sayn. Ebenfalls 1859 folgte die erste Niederlassung außerhalb des späteren Deutschen Reichs im niederländischen Amsterraedt (Amstenrade).
1858 kam es zur Gründung eines Lehrerinnenseminars in Dernbach, 1863 zu der einer Höheren Töchterschule in der Filiale Montabaur. 1860, d. h. neun Jahre nach ihrer Gründung, zählte die Genossenschaft 232 Mitglieder. 1865 war die Zahl auf 430 angewachsen und die Gemeinschaft fand eine rasche regionale Verbreitung. Die Schwestern pflegten Kranke zu Hause und in Krankenhäusern, betreuten Waisen, Behinderte und Jugendliche und unterrichteten in Schulen. Im Deutschen Krieg Preußens gegen Österreich 1866 arbeiteten Schwestern der Gemeinschaft auf beiden Seiten in Lazaretten.

### Preußen 1866–1871
Die Annexion Nassaus durch Preußen im Jahr 1866 erleichterte durch die einheitliche Verwaltung eines größeren Territoriums zunächst Verhandlungen und Absprachen zwischen der Gemeinschaft und dem Staat, insbesondere zur Gründung weiterer Niederlassungen.
Auf Anraten von Bischof Blum verließen 1868 acht Schwestern Preußen und reisten in die USA, um im Bundesstaat Indiana in der Diözese Fort Wayne eine Niederlassung in Hessen Cassel zu gründen. Es war die erste Niederlassung außerhalb Europas. Sie bildet heute, u. a. wegen der Distanz, eine eigene – mit dem Mutterhaus jedoch verbundene – Provinz.
Bis zum 1. Juni 1870 war die Genossenschaft bischöflichen Rechts, dann wurde sie vom Heiligen Stuhl approbiert und zu einer Kongregation päpstlichen Rechts erhoben. Damit war der Weg für eine verstärkte überregionale Ausbreitung frei. Bis zu diesem Zeitpunkt hatten sich mehr als 500 Schwestern der Gemeinschaft angeschlossen. Die Genossenschaft hatte sich über Deutschland hinaus auch in den USA, in England, Holland und Böhmen verbreitet.
Im Deutsch-Französischen Krieg 1870/71 wurden wieder Schwestern in der Pflege verwundeter Soldaten eingesetzt.

### Deutsches Kaiserreich 1871–1918
Der mit Ende des Krieges einsetzende Kulturkampf wirkte sich auch auf die Schwestern aus. 1873 verloren sie die Unterrichtserlaubnis. Es sollte jedoch bis zum Jahr 1877 dauern, bis die letzten Schulen der Gemeinschaft in Preußen geschlossen wurden. Das lag unter anderem daran, dass vielerorts keine anderen als kirchliche Räume zur Verfügung standen und kommunale Schulbauten erst errichtet werden mussten. Ähnlich verhielt es sich mit dem nur begrenzt vorhandenen Lehrpersonal. Die nicht mehr im Schuldienst tätigen Schwestern wechselten häufig in Krankenhäuser, an denen der Orden tätig war. Von 1875 an durften keine neuen Mitglieder mehr eingekleidet und keine Professe mehr abgelegt werden.
1877 traten die Schwestern im Krankenhaus von Rodingen (Luxemburg) ihre Arbeit an. Im Jahr 1880 gab Katharina Kasper die Mitgliederzahl mit 511 Professschwestern, 106 Novizinnen und 71 Postulantinnen an und die der Niederlassungen neben Dernbach mit 98. Darüber hinaus bestanden in den USA neben dem Provinzialhaus acht Filialen mit zusammen 86 Schwestern.
1882 durften im Rahmen des nachlassenden Kulturkampfs erstmals wieder 80 Novizinnen aufgenommen und eine Niederlassung in Oberhausen gegründet werden. 1883 durften einige Elementarschulen des Ordens wieder eröffnet werden. 1882 wurden 582 Schwestern und 20 Postulantinnen in Europa sowie 115 Schwestern und neun Postulantinnen in den USA gezählt. 1889 wurden weltweit 1005 Schwestern gezählt, darunter 106 Novizinnen. Am 21. Mai 1890 erhielt die Kongregation die endgültige Genehmigung ihrer Konstitutionen durch Papst Leo XIII.
Maria Katharina Kasper leitete die Gemeinschaft als Generaloberin bis zu ihrem Tod am 2. Februar 1898. Die Zahl der Schwestern stieg bis zum Jahr 1900 auf knapp 2.000 Schwestern.

### Gründungen in Österreich
Im österreichischen Kaiserreich wurden acht Filialen gegründet, häufig auf Veranlassung der lokalen Dynasten, wie z. B. in Bürgstein durch die Grafen Waldstein. So entstand in Prag die Filiale Kloster zum hl. Joseph. Sie widmete sich anfänglich der Waisenpflege. Gleichzeitig leisteten die dort stationierten Schwestern ambulante Krankenpflege, welche auch durchgängig beibehalten wurde. Diese Filiale bestand vom 1. Juni 1881 bis zum 9. August 1945. Die Waisenpflege wurde aufgrund steigender Waisenzahlen in ein eigens in Prag gegründetes Waisenhaus, das sog. Waisenhaus zum hl. Schutzengel, verlegt. Gleichzeitig diente das Haus auch als Damenwohnheim. Es bestand vom 13. September 1895 bis zum 11. Mai 1945. In Türmitz entstand das Kloster Immakulata. Es bestand vom 10. Oktober 1887 bis zum 1. August 1945 und widmete sich der ambulanten Krankenpflege, zeitweise auch der Waisenpflege. Weitere dortige Aufgaben waren die Kleinkinderbetreuung (Kindergarten) sowie Näh- und Handarbeitsschulen. Im Ersten Weltkrieg wurde hier ein Lazarett unterhalten.  Die nächste Einrichtung entstand in Bürgstein (Kloster St. Johannes von Nepomuk). Es bestand vom 16. Oktober 1890 bis zum 9. August 1945. Auch hier wurde ambulante Krankenpflege geleistet, ein Waisenhaus unterhalten sowie Kinderpflege lokaler Kinder (Kindergarten) geleistet. Eine Filiale in Hirschberg, das St. Josephskloster, bestand vom 10. Juli 1893 bis zum 2. August 1945. Die Aufgaben bestanden in der ambulanten Krankenpflege mit vereinzelt aufgenommenen Waisen, in der stationären Alten- und Siechenpflege sowie dem Handarbeitsunterricht und einem Kindergarten. In Böhmisch-Kamnitz versorgte eine Filiale das Bezirkskrankenhaus von 31. Oktober 1895 bis zum 27. November 1946. Gleichzeitig wurde regional ambulante Krankenpflege geleistet.  Die beiden zuletzt gegründeten Filialen entstanden in Weipert: Dort wurde ab dem 2. September 1896 das regionale Armenhaus und Altenheim versorgt sowie ambulante Krankenpflege geleistet. Es bestand bis zum 13. Juli 1943. Ab dem 10. März 1909 erhielten die Schwestern auch das Städtische Krankenhaus zur Versorgung. Diese Niederlassung bestand bis zum 18. November 1946. Nach dem Ende des Ersten Weltkriegs und dem Entstehen der Nachfolgestaaten der Donaumonarchie blieben die Schwestern vor Ort und gründeten eine eigene Provinz, um dort weiterhin ihre Aufgaben zu verrichten. Diese Leistungen endeten erst mit der Vertreibung bzw. Flucht am Ende des Zweiten Weltkriegs, wobei keine der Filialen überdauerte.

### Deutsches Reich 1918–1945
In den 1930er Jahren erreichte die Schwesternzahl ihren Höhepunkt mit 4346 Schwestern in 341 Niederlassungen. Maria Aloysia Löwenfels (1915–1942), eine Schwester jüdischer Herkunft, wurde im KZ Auschwitz-Birkenau ermordet.

## Nachkriegszeit, Bundesrepublik Deutschland
Durch den Zweiten Weltkrieg gingen Niederlassungen verloren, wie z. B. die Häuser in Böhmen und auf dem Gebiet der neugegründeten DDR.

### Neue Niederlassungen
Es erfolgten Neugründungen in Indien (1970), Mexiko, Brasilien und Kenia, seit 2006 auch in Nigeria.

## Heute
In Deutschland lebten im Jahre 2014 etwa 240 Schwestern in den beiden großen Klöstern Dernbach und Tiefenthal sowie mehr als zwanzig kleineren Konventen. Das Kloster Tiefenthal wurde 2021 geschlossen.
Heute ist die Gemeinschaft in Deutschland, den Niederlanden, den USA, Großbritannien, Indien, Mexiko, Brasilien, Kenia und Nigeria tätig.

## Aufgabenbereiche

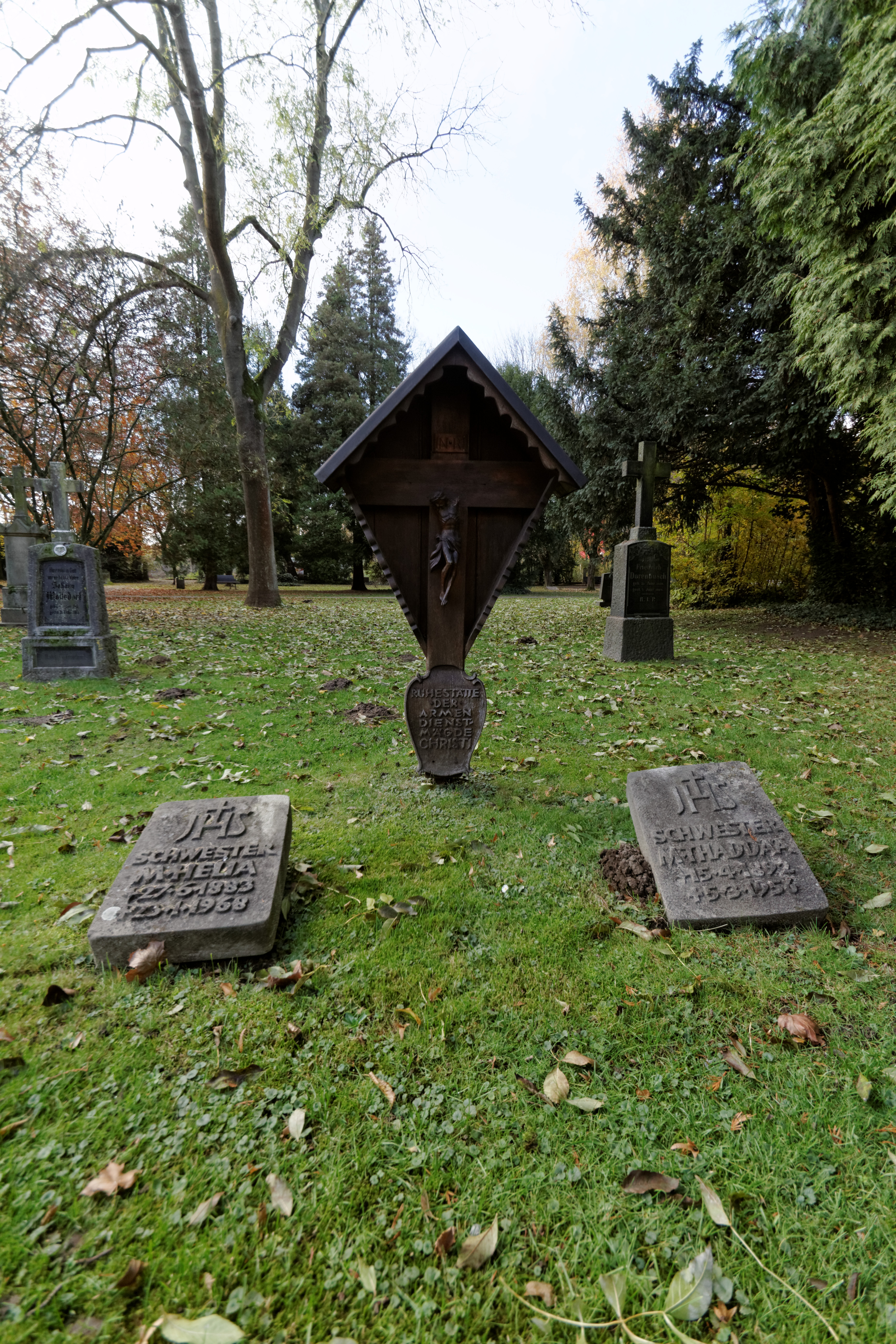
Ehrengrab der Schwestern in Ratingen-Lintorf, Alter Friedhof

Die Schwestern setzten sich anfangs die Aufgabe, die lokale Not der ländlichen Bevölkerung zu lindern. Die typische Art der Niederlassung Ende des 19. Jahrhunderts ist eine kleine Wohnung oder ein kleines Haus, meist in einem kleinen Dorf gelegen und von mindestens drei Ordensschwestern bewohnt. Ihr Augenmerk legen sie auf die ambulante Krankenpflege, die Familienpflege und Armenfürsorge sowie das Führen eines Kindergartens. Ein weiterer Schwerpunkt des Ordens liegt aber auch in der Erziehung und Bildung junger Mädchen, da dies in den 60er Jahren des 19. Jahrhunderts keine Selbstverständlichkeit war.
Die Ambulanzstationen der Schwestern nehmen einen zweifachen Weg: Aus manchen werden – über Zwischenstationen – die heutigen Sozialstationen. Aus anderen Ambulanzstationen gehen an vielen Orten Krankenhäuser hervor. Ein Beispiel dafür ist Gangelt, wo 1873 und 1874 ein Krankenhaus errichtet wurde, in dem neben den regulären Kranken 1875 auch „eine arme Geistesschwache“ aufgenommen und behandelt wurde. Daraus entwickelten sich eine Behinderteneinrichtung und ein Fachkrankenhaus für Psychiatrie und Psychotherapie.
Von Anfang an wohnten im Mutterhaus auch Waisenkinder mit. Sie werden zuerst mit der Dorfjugend in der Dorfschule unterrichtet, bis die Klassengrößen eine Teilung erfordern. Danach werden eigene Lehrerkräfte angestellt und eine private Waisenhausschule begründet, die seit 1855 eine staatliche Genehmigung hat. Die Leitung des Ordens beschloss, eigene Lehrkräfte auszubilden, und eröffnete 1857 ein Lehrerinnenseminar, das mit der höheren Mädchenschule in Montabaur verbunden wurde. Bis 1868 waren 28 Schulen in den Diözesen Limburg, Köln, Paderborn und Trier den Schwestern übertragen worden. 1873 bei Beginn des Kulturkampfes mussten die rund 120 Schwestern im Schuldienst ihre Tätigkeit vorübergehend aufgeben. Die Schwestern eröffneten mehrere Konvente in den Niederlanden, um diese Zeit zu überstehen. Seit 1880 entfaltete die erzieherische Tätigkeit sich wieder. Ein zweiter massiver Einbruch kam mit dem Nationalsozialismus. Die Schulen, Kindergärten und Heime wurden enteignet oder geschlossen, Krankenhäuser als Lazarette eingesetzt.
Ende 1993 gründete die Ordensgemeinschaft der „Armen Dienstmägde Jesu Christi“ die Maria Hilf Kranken- und Pflegegesellschaft mbH, um die bisher ordenseigenen Einrichtungen des Gesundheitswesens wirtschaftlich und organisatorisch unabhängig zu machen. Seit dieser Zeit übernimmt die Maria Hilf Kranken- und Pflegegesellschaft mbH die Aufgabe der Kranken-, Behinderten und Altenversorgung. Gesellschafter dieser GmbH sind jedoch weiterhin die ADJC.
Die wirtschaftlichen Unternehmungen der „Armen Dienstmägde Jesu Christi“ sind zusammengefasst in der Dernbacher Gruppe Katharina Kasper.

## Spiritualität
Die Namensgebung der Gemeinschaft deutet auf das geistliche Programm hin. Die Gründerin Maria Katharina Kasper sah vor allem Jesus Christus als den Diener, der „nicht gekommen ist, um sich dienen zu lassen, sondern um zu dienen“ (Mt 20,28 ). Sie nahm ihn als Vorbild für ihren eigenen Dienst und griff so das Wort auf: „Ich habe euch ein Beispiel gegeben, damit auch ihr so handelt, wie ich an euch gehandelt habe.“ (Joh 13,15 ) Das Anliegen von Kasper war, den Menschen eine ganzheitliche Hilfe anzubieten. Sie reagierte mit ihrem geistlichen Profil auf die konkreten Nöte der Menschen ihrer Zeit. Darum ermahnte sie mehrfach ihre Schwestern, „Gott über alles durch Erfüllung seines göttlichen Willens zu lieben“. Sie verstand ihren Auftrag darin, die Liebe Gottes an alle Menschen weiterzugeben.

## Missbrauch und Aufarbeitung
Durch Medienberichte seit 2006 wurde die Ordensgemeinschaft mit dem Vorwurf konfrontiert, im Rahmen der Heimerziehung geschehene Kindesmisshandlungen in den 1960er und 1970er Jahren begangen und seitdem nicht aufgeklärt zu haben.
In Kinderheimen wie in Eschweiler (St.-Josef-Kinderheim), den Heimen in Brüggen (Schloss Dilborn) sowie Aulhausen bei Rüdesheim, in denen Dernbacher Schwestern tätig waren oder die von ihnen geleitet wurden, wurden nach Recherchen von Markus Homes, Peter Wensierski und laut Aussagen ehemaliger Heiminsassen wie zum Beispiel von Hermine Schneider Kinder systematisch gebrochen und durch Gewalt gefügig gemacht. Die Ordensgemeinschaft stritt diese Vorwürfe noch 2008 ab, räumte aber 2010 „körperliche Züchtigungen“ ein, die „auch mit dem damaligen pädagogischen Zeitgeist nicht in Einklang zu bringen“ seien. Der Orden schrieb auf seiner Internetseite: „Sollten Sie in den von uns geführten Heimen menschenunwürdige Behandlung erfahren haben, so bitten wir um Vergebung und Entschuldigung.“